# Théorème de Bohr-van Leeuwen
En physique quantique, le théorème de Bohr-van Leeuwen, établi par Niels Bohr et par Hendrika Johanna van Leeuwen, démontre que le magnétisme - pour être plus précis, le diamagnétisme - ne peut exister que si on prend en compte les effets de la mécanique quantique.
Le théorème est basé sur l'expression statistique de l'énergie libre d'un système soumis à un champ magnétique de potentiel vecteur A :
{\displaystyle F=-k_{\rm {B}}T\ln {\mathrm {tr} \left(e^{{\frac {1}{k_{\rm {B}}T}}\left[{\frac {1}{2m}}({\hat {p}}-e{\hat {A}})^{2}-2\Phi \right]}\right)}}
Dans une algèbre commutative, on montre avec un changement de variable que {\displaystyle \left({\hat {p}}-e{\hat {A}}\right)^{2}} s'annule : l'énergie libre ne dépend alors plus du potentiel vecteur, il n'existe pas de diamagnétisme. En physique quantique, il n'y a pas commutation : il reste un terme non nul, responsable du phénomène observé.
Des versions plus poussées de ce théorème ont établi que, de plus, il fallait prendre en compte les effets de la relativité générale : les approximations {\displaystyle \hbar \to 0} et {\displaystyle c\to 0} détruisent toutes les deux l'effet magnétique. Le diamagnétisme est ainsi un effet « quanto-relativiste ».